# Were Babu (woreda)
Were Babu est l’un des 105 woredas de la région Amhara, en Éthiopie.